# Chebská pahorkatina
Chebská pahorkatina je podcelek pohoří Smrčin. Nachází na české i německé straně na západ od Chebu, zhruba vymezena Chebem, Pomezím nad Ohří, Waldsassenem a Konnersreuthem.

## Geomorfologické členění
- systém: Hercynský
- subsystém: Hercynská pohoří
- provincie: Česká vysočina
- soustava: Krušnohorská subprovincie
- podsoustava: Krušnohorská hornatina
- celek: Smrčiny (IIIA-1)
- podcelek: Chebská pahorkatina
- okrsky: Výhledská vrchovina a Hrozňatovská pahorkatina